# San Mauro di Saline
San Mauro di Saline es un municipio italiano situado en la provincia de Verona, en Véneto. Tiene una población estimada, a fines de agosto de 2023, de  580 habitantes.

## Evolución demográfica
| Gráfica de evolución demográfica de San Mauro di Saline entre 1861 y 2023 |
|                                                                           |
| Fuente: ISTAT - Elaboración gráfica de Wikipedia                          |